# Coenosia graciliventris
Coenosia graciliventris este o specie de muște din genul Coenosia, familia Muscidae, descrisă de Ringdahl în anul 1954. Conform Catalogue of Life specia Coenosia graciliventris nu are subspecii cunoscute.